# 6055 Brunelleschi
6055 Brunelleschi este un asteroid din centura principală de asteroizi.

## Descriere
6055 Brunelleschi este un asteroid din centura principală de asteroizi. A fost descoperit pe 16 octombrie 1977 la Observatorul Palomar de Cornelis Johannes van Houten, Ingrid van Houten-Groeneveld și Tom Gehrels. Asteroidul prezintă o orbită caracterizată de o semiaxă mare de 2,18 ua, o excentricitate de 0,13 și o înclinație de 1,8° în raport cu ecliptica.